# 大谷博子
大谷 博子（おおたに ひろこ）は、日本の漫画家。女性。北海道新冠郡新冠町出身、血液型はO型。

## 概要
1973年、集英社の少女誌『別冊マーガレット』7月号で「ポコとロックのラブソング」にてデビュー。その後1年ほど会社員として働いたのち、本格的な作家活動を開始。
初期はその集英社系列の少女誌などで主に執筆していたが、1980年後半以降は秋田書店の女性誌や双葉社の『Jourすてきな主婦たち』、集英社の『ヤングユー』など既婚の女性などをターゲットにした漫画雑誌に執筆の場を移した。代表作としては集英社発行分の『由似』シリーズや、秋田書店発行分で現在もシリーズ連載として継続されている『翔子の事件簿』シリーズなどがある。
2023年は画業50周年Yearとして、サイン入りポストカードや5月17日発売新刊10名の抽選プレゼントキャンペーン・電子配信の割引セール・小冊子の特別付録など様々な祝賀企画を、『JOUR』（双葉社）及び『Eleganceイブ』（秋田書店）の2社で実施した。

## 単行本リスト
巻数表示のないものは単巻。

### 集英社発行分
- 通りすぎた青空（1975年8月、ISBN 978-4-08-850200-7）
- 風と緑と青い空（1977年4月、ISBN 978-4-08-850280-9）
- トライアングル物語（1978年2月、ISBN 978-4-08-850328-8）
- ドリームハウスの子どもたち（1979年12月、ISBN 978-4-08-850449-0）
- 灯色の童話（1982年11月、ISBN 978-4-08-850712-5）[注釈 3]
- 聞いてお兄ちゃん風の声（1983年7月、ISBN 978-4-08-850775-0）
- 灯色がせつない日（1984年2月、ISBN 978-4-08-850834-4）
- きのうの灯きょうの窓（1984年8月、ISBN 978-4-08-849005-2）
- 特大ポケット愛いっぱい（1985年5月、ISBN 978-4-08-849070-0）
- つかのまの夢つかのまの時（1988年9月、ISBN 978-4-08-849435-7）
- 角を曲がれば（1991年8月、ISBN 978-4-08-862197-5）
- 昨日の火影（1993年5月、ISBN 978-4-08-862250-7）[注釈 3]
- たおやかな峰（2001年11月、ISBN 978-4-08-785229-5）

#### 『星くず』シリーズ
- 星くず（1976年8月、ISBN 978-4-08-850248-9）
- 星ははるかなり… ISBN 978-4-08-850303-5
- 星よきらめけ 全2巻
  1. 1979年2月、ISBN 978-4-08-850388-2
  2. 1979年3月、ISBN 978-4-08-850392-9

#### 『由似』シリーズ
『星くず』シリーズの主人公由布子の娘・由似が主人公となる
- 由似へ 全2巻 [注釈 3]
  1. 1980年12月、ISBN 978-4-08-850538-1
  2. 1981年1月、ISBN 978-4-08-850546-6
- 由似きみの青春 全3巻
  1. 1981年9月、ISBN 978-4-08-850609-8
  2. 1981年10月、ISBN 978-4-08-850616-6
  3. 1981年11月、ISBN 978-4-08-850623-4
- 由似風の中で 全3巻
  1. 2000年2月、ISBN 978-4-08-862482-2
  2. 2003年3月、ISBN 978-4-08-862547-8
  3. 2007年5月、ISBN 978-4-08-862574-4

### 双葉社発行分
- 天使かもしれない（1988年7月、ISBN 978-4-575-33062-5）[注釈 4]
- あなたの娘（1990年5月、ISBN 978-4-575-33104-2）[注釈 4]
- 過去からの呼声（1992年12月、ISBN 978-4-575-33152-3）[注釈 4]
- 時の足音（1993年6月、ISBN 978-4-575-33165-3）[注釈 4]
- 日溜りの破片（1993年12月、ISBN 978-4-575-33179-0）[注釈 4]
- たそがれの向こう側（1999年10月、ISBN 978-4-575-33234-6）[注釈 4]
- 幸せ未知数（2002年7月、ISBN 978-4-575-33273-5）[注釈 4]
- 遠雷（2003年7月、ISBN 978-4-575-33292-6）[注釈 4]
- 枯れ葉の舞う街（2004年11月、ISBN 978-4-575-33306-0）[注釈 4]

#### 『ペンションやましな』シリーズ
- 風の通る道 全2巻 [注釈 4]
  - 上 1995年5月、ISBN 978-4-575-33202-5
  - 下 1995年5月、ISBN 978-4-575-33203-2
- 夢はうたかた（1998年12月、ISBN 978-4-575-33230-8）[注釈 4][注釈 5]
- 恋しくて（2000年6月、ISBN 978-4-575-33238-4）[注釈 4]
- 心ゆれて夢ゆれて（2001年6月、ISBN 978-4-575-33255-1）[注釈 4][注釈 5]
- 夢抱いて明日へ（2001年12月、ISBN 978-4-575-33263-6）[注釈 4][注釈 5]
- 風がくれた季節（2005年3月、ISBN 978-4-575-33309-1）[注釈 4]
- 風のウイークエンド（ISBN 978-4-575-33328-2）[注釈 4]
- 風を待つ人（2008年8月、ISBN 978-4-575-33367-1）[注釈 4]
- 風色セレナーデ（2009年8月、ISBN 978-4-575-33393-0）
- 風の行方風の恋（2010年8月、ISBN 978-4-575-33426-5）
- 恋歌（2011年10月17日発売[8]、ISBN 978-4-575-33461-6）
- 風のペンション-春告鳥-（2012年4月17日発売[9]、ISBN 978-4-575-33476-0）
- 風のペンション-家族の絆-（2012年7月17日発売[10]、ISBN 978-4-575-33485-2）
- 風のペンション-粉雪-（2013年2月15日発売[11]、ISBN 978-4-575-33503-3）
- 風のペンション-幸せの一雫-（2014年1月17日発売[12]、ISBN 978-4-575-33540-8）
- 風のペンション-慟哭-（2015年5月16日発売[13]、ISBN 978-4-575-33594-1）
- 風のペンション-惜別-（2016年6月17日発売[14]、ISBN 978-4-575-33634-4）
- 風のペンション-薫る季節-（2017年6月17日発売[15]、ISBN 978-4-575-33669-6）
- 風のペンション-春ゆらり-（2018年4月17日発売[16]、ISBN 978-4-575-33707-5）
- 風のペンション-逢瀬-（2019年5月16日発売[17]、ISBN 978-4-575-33769-3）
- 風のペンション-ささやかな夢-（2020年4月16日発売[18]、ISBN 978-4-575-33806-5）
- 風のペンション-約束-（2021年4月15日発売[19]、ISBN 978-4-575-33847-8）
- 風のペンション-思い出を ひとかけら-（2022年5月17日発売[20]、ISBN 978-4-575-33881-2）

### 秋田書店発行分
- 強烈な予感（1989年6月、ISBN 4-253-12079-2）
- 恋一夜（1992年7月、ISBN 4-253-15551-0）
- 街角花慕情（2005年9月、ISBN 4-253-15864-1 / 文庫版 2014年7月10日発売[21]、ISBN 978-4-253-17973-7）
  - 街角子守唄（2012年2月16日発売[22]、ISBN 978-4-253-15552-6）
  - 街角散歩道（2016年8月16日発売[23]、ISBN 978-4-253-15566-3）
- 大谷博子恋愛傑作選 全2巻
  1. 2005年10月、ISBN 4-253-17981-9
  2. 2005年10月、ISBN 4-253-17982-7
- ニャンニャンコラム（2008年10月28日発売[24]、ISBN 978-4-253-15756-8）

#### 翔子の事件簿シリーズ
- 翔子の事件簿（1990年12月1日発売[25]、ISBN 4-253-12082-2）
- 青い鳥小鳥（1994年8月31日発売[26]、ISBN 4-253-15575-8）
- コインの逸話（1994年10月14日発売[27]、ISBN 4-253-15604-5）
- 私小説（1995年10月27日発売[28]、ISBN 4-253-15630-4）
- 春風とタンポポ（1997年5月30日発売[29]、ISBN 4-253-15631-2）
- あなたを恋うる女（1998年5月29日発売[30]、ISBN 4-253-15795-5）
- 子供達の小夜曲（1999年1月8日発売[31]、ISBN 4-253-15632-0）
- 鎮魂歌 光と影のはざまで（1999年12月16日発売[32]、ISBN 4-253-15605-3）
- 心残されて（2000年9月14日発売[33]、ISBN 4-253-15606-1）
- 夢ほのか（2002年6月27日発売[34]、ISBN 4-253-15801-3）
- 風の子へ（2003年2月13日発売[35]、ISBN 4-253-15822-6）
- 揺籃の詩（2003年8月21日発売[36]、ISBN 4-253-15803-X）
- 若葉色の十字路（2004年6月3日発売[37]、ISBN 4-253-15804-8）
- 小さき春のうた（2005年3月28日発売[38]、ISBN 4-253-15823-4）
- 愛しさを抱いて（2005年12月28日発売[39]、ISBN 4-253-15826-9）
- 今、掌にあるものを（2006年10月27日発売[40]、ISBN 4-253-15805-6）
- 天使のスキャット（2007年2月28日発売[41]、ISBN 978-4-253-15806-0）
- 家族の横顔（2007年10月26日発売[42]、ISBN 978-4-253-15900-5）
- 雪の花のバラード（2008年10月28日発売[43]、ISBN 978-4-253-15901-2）
- 末っ子物語（2009年10月28日発売[44]、ISBN 978-4-253-15902-9）
- 子供達の季節（2010年10月28日発売[45]、ISBN 978-4-253-15903-6）
- はじけ草 ポン（2011年11月16日発売[46]、ISBN 978-4-253-15904-3）
- 生まれ出づるとき（2012年11月16日発売[47]、ISBN 978-4-253-15905-0）
- 五つのひらがな（2013年11月15日発売[48]、ISBN 978-4-253-15906-7）
- 春は朧（2014年11月14日発売[49]、ISBN 978-4-253-15907-4）
- 優しさのなかで（2015年6月16日発売[50]、ISBN 978-4-253-15908-1）
- 花嫁の父（2017年3月16日発売[51]、ISBN 978-4-253-15909-8）
- 子犬と木枯らしとお陽さま（2018年2月16日発売[52]、ISBN 978-4-253-15910-4）
- そして、残る想い（2019年3月18日発売[53]、ISBN 978-4-253-15911-1）
- ある日の午後（2020年3月16日発売[54]、ISBN 978-4-253-15912-8）
- 空の下（2021年9月16日発売[55]、ISBN 978-4-253-15913-5）
- 出会い ふたたび（2022年9月14日発売[56]、ISBN 978-4-253-15914-2）
- 翔子の事件簿（既刊16巻）※1997年にシリーズ化に伴い新装版発行
  1. 1997年9月10日発売[57]、ISBN 4-253-17354-3
  2. 1997年11月10日発売[58]、ISBN 4-253-17355-1
  3. 2002年1月10日発売[59]、ISBN 4-253-17356-X
  4. 2003年5月9日発売[60]、ISBN 4-253-17357-8
  5. 2003年7月10日発売[61]、ISBN 4-253-17358-6
  6. 2005年7月8日発売[62]、ISBN 4-253-17976-2
  7. 2007年1月10日発売[63]、ISBN 978-4-253-17977-5
  8. 2007年4月10日発売[64]、ISBN 978-4-253-17978-2
  9. 2007年10月10日発売[65]、ISBN 978-4-253-17979-9
  10. 2008年10月10日発売[66]、ISBN 978-4-253-17980-5
  11. 2010年1月8日発売[67]、ISBN 978-4-253-17984-3
  12. 2011年10月7日発売[68]、ISBN 978-4-253-17985-0
  13. 2013年4月10日発売[69]、ISBN 978-4-253-17986-7
  14. 2015年1月9日発売[70]、ISBN 978-4-253-17987-4
  15. 2016年1月22日発売[71]、ISBN 978-4-253-17988-1
  16. 2018年5月24日発売[72]、ISBN 978-4-253-18057-3

## アシスタント
- さえぐさとも[73] - 集英社のマーガレットなどにて1970年代後半から1980年代にかけて連載を持っていた漫画家。
- いくえみ綾